# Gerónimo Saccardi
Gerónimo "Cacho" Saccardi (Buenos Aires, 1 de octubre de 1949 - Palermo, 4 de mayo de 2002) fue un jugador de fútbol argentino, su puesto era el de un clásico número 5 en la mitad de la cancha. Su nombre era Gerónimo, pero siempre fue conocido como Cacho. Se lo considera el máximo ídolo deportivo del Club Ferro Carril Oeste, donde en 2017 fue erigido un monumento en su memoria.
Cacho Saccardi debutó en Primera División el 22 de marzo de 1969 en Ferro Carril Oeste. En este equipo participó en las temporadas que van de 1969 a 1975 y 1979 a 1983, coronándose Campeón Nacional en 1982, en forma invicta. Disputó un total de 401 partidos y convirtió 48 goles.
Durante 1975 a 1979 jugó en el Hércules de España.
Como Director Técnico debutó junto con Oscar Garré, dirigiendo a Ferro Carril Oeste en 1996.
Luego durante los años 1997 a 1999 se quedó solo dirigiendo a Ferro. Posteriormente dirigió a Gimnasia y Esgrima de Jujuy.
Falleció a los 52 años el 4 de mayo del 2002 de un infarto en el corazón mientras jugaba al tenis.

## Su carrera
Gerónimo Saccardi nació el 1° de octubre de 1949 en el barrio de Pompeya de la Capital Federal. Entre los 13 y 14 años fue presentado en Ferro por José Scalise, quien lo había visto jugar en el club Crisol.
Su debut en el primer equipo se dio en 1969, cuando el Verde disputaba la Primera B, segunda categoría del fútbol nacional. Su debut en la Primera División del fútbol argentino se dio el 27 de junio de 1971 en un partido en el que Ferro perdió contra Boca por 1 a 0, válido por el Metropolitano de ese año. 
Saccardi continuó su carrera en Ferro hasta 1975, año en el que el presidente del Hércules CF de Alicante, D. José Rico Pérez, lo fichó para que jugase en dicho club durante las temporadas 1975/76 y 1978/79, disputando en total 106 partidos en la Primera División en el equipo de la península ibérica.
Durante el período que vistió la camiseta del Hércules fue convocado, con sus 25 años, a formar parte de la Selección Argentina que en ese entonces conducía César Luis Menotti. Luego de su paso por España, Gerónimo Saccardi retorna a Ferro, donde en el año 1982 consigue el título de campeón nacional de Primera División, retirándose definitivamente del fútbol debido a una lesión en la rodilla, el 22 de diciembre de 1983 después de un empate contra Huracán.
En la República Argentina Saccardi sólo vistió la camiseta de Ferro, jugó 35 partidos en Segunda, 358 en Primera, y 6 por la Copa Libertadores de América, totalizando 399 partidos en los que convirtió 44 goles. 
Luego de varios años retorna al fútbol pero esta vez como director técnico. En septiembre de 1997 quedaba solo frente al plantel de Ferro tras el alejamiento de Oscar Alfredo Garré, su compañero de dupla. Dirigió el equipo hasta 1999, pasando luego por Gimnasia y Esgrima de Jujuy y Estudiantes de Buenos Aires.

## Clubes
| Club               | País      | Años      |
| ------------------ | --------- | --------- |
| Ferro Carril Oeste | Argentina | 1969-1975 |
| Hércules CF        | España    | 1975-1979 |
| Ferro Carril Oeste | Argentina | 1979-1983 |

## Palmarés
| Título           | Club               | País      | Año    |
| ---------------- | ------------------ | --------- | ------ |
| Segunda División | Ferro Carril Oeste | Argentina | 1970   |
| Primera División | Ferro Carril Oeste | Argentina | N-1982 |